# Copa del Generalísimo de fútbol 1972-73
La Copa del Generalísimo de fútbol 1972-73 fue la edición número 69 de dicha competición española. Contó con la participación de 112 equipos.

## Primera ronda

### Cuadro
| Equipo 1                          | Agr.       | Equipo 2                        | Ida | Vuelta |
| --------------------------------- | ---------- | ------------------------------- | --- | ------ |
| Sestao S. C.                      | 3-2        | C. D. Mirandés                  | 1-1 | 2-1    |
| S. D. Eibar                       | 1-0        | C. D. Guecho                    | 1-0 | 0-0    |
| U. D. Arechavaleta                | 5-3        | C. D. Basconia                  | 2-1 | 3-2    |
| C. Gran Peña Celtista             | 2-4        | C. D. Orense                    | 1-0 | 1-4    |
| Bilbao Athletic C.                | 5-4        | C. Atlético Osasuna Promesas    | 3-1 | 2-3    |
| Club Ferrol                       | 1-1        | S. D. Compostela                | 1-1 | 0-0    |
| C. Getafe Deportivo               | 3-4        | A. D. Torrejón de Ardoz         | 1-2 | 2-2    |
| A. D. Almería                     | 7-2        | C. Atlético Malagueño           | 3-0 | 4-2    |
| C. D. Laredo                      | 3-2        | S. D. Ponferradina              | 2-0 | 1-2    |
| C. D. Ensidesa                    | 3-3 (pen.) | U. P. Langreo                   | 2-1 | 1-2    |
| U. D. C. Chantrea                 | 4-3        | R. S. Gimnástica de Torrelavega | 2-3 | 2-0    |
| C. F. Calella                     | 3-2        | C. D. Masnou                    | 1-1 | 2-1    |
| Real Jaén C. F.                   | 1-2        | Linares C. F.                   | 1-1 | 0-1    |
| Vinaroz C. F.                     | 3-2        | C. Atlético Madrileño           | 2-1 | 1-1    |
| C. D. Badajoz                     | 5-4        | Castilla C. F.                  | 4-1 | 1-3    |
| Onteniente C. F.                  | 3-3        | A. D. Hellín                    | 2-2 | 1-1    |
| C. D. Colonia Moscardó            | 1-2        | Levante U. D.                   | 0-0 | 1-2    |
| C. F. Calvo Sotelo de Puertollano | 1-2        | C. D. Valdepeñas                | 1-0 | 0-2    |
| Gerona C. F.                      | 2-1        | C. D. Tudelano                  | 2-0 | 0-1    |
| U. D. Lérida                      | 2-2        | S. D. Huesca                    | 1-0 | 1-2    |
| C. D. O'Donnell                   | 1-8        | Ag. D. Ceuta                    | 1-2 | 0-6    |
| R. B. Linense                     | 2-1        | Melilla C. F.                   | 1-0 | 1-1    |
| U. D. Poblense                    | 1-2        | S. D. Ibiza                     | 1-2 | 0-0    |
| C. D. Atlético de Ciudadela       | 2-1        | C. D. Atlético Baleares         | 0-0 | 2-1    |
| Sevilla Atlético C.               | 0-6        | Recreativo C. Portuense         | 0-3 | 0-3    |
| C. D. Eldense                     | 3-3        | C. D. Alcoyano                  | 1-1 | 2-2    |
| C. D. Olímpico                    | 2-2        | Algemesí C. F.                  | 2-1 | 0-1    |
| C. D. San Fernando                | 0-3        | R. C. Recreativo de Huelva      | 0-2 | 0-1    |
| C. D. Acero                       | 2-7        | C. D. Cartagena                 | 2-1 | 0-6    |
| Zamora C. F.                      | 0-4        | U. D. Salamanca                 | 0-1 | 0-3    |
| S. D. Llodio                      | 0-4        | Deportivo Alavés                | 0-2 | 0-2    |
| C. F. Béjar Industrial            | 0-3        | Palencia C. F.                  | 0-2 | 0-1    |
| C. D. Tortosa                     | 2-3        | Villarreal C. F.                | 1-0 | 1-3    |
| C. D. Europa                      | 4-7        | Tarrasa C. F.                   | 4-2 | 0-5    |

### Partidos
| Ida; 20 de septiembre de 1972 | Sestao S. C. | 1:1 | C. D. Mirandés |  |  |

| Vuelta; 12 de octubre de 1972 | C. D. Mirandés | 1:2 (Global 2:3) | Sestao S. C. |  |  |

| Ida; 20 de septiembre de 1972 | S. D. Eibar | 1:0 | C. D. Guecho |  |  |

| Vuelta; 04 de octubre de 1972 | C. D. Guecho | 0:0 (Global 0:1) | S. D. Eibar |  |  |

| Ida; 20 de septiembre de 1972 | U. D. Arechavaleta | 2:1 | C. D. Basconia |  |  |

| Vuelta; 12 de octubre de 1972 | C. D. Basconia | 2:3 (Global 3:5) | U. D. Arechavaleta |  |  |

| Ida; 20 de septiembre de 1972 | C. Gran Peña Celtista | 1:0 | C. D. Orense |  |  |

| Vuelta; 12 de octubre de 1972 | C. D. Orense | 4:1 (Global 4:2) | C. Gran Peña Celtista |  |  |

| Ida; 20 de septiembre de 1972 | Bilbao Athletic C. | 3:1 | C. Atlético Osasuna Promesas |  |  |

| Vuelta; 12 de octubre de 1972 | C. Atlético Osasuna Promesas | 3:2 (Global 4:5) | Bilbao Athletic C. |  |  |

| Ida; 20 de septiembre de 1972 | Club Ferrol | 1:1 | S. D. Compostela |  |  |

| Vuelta; 04 de octubre de 1972 | S. D. Compostela | 0:0 (Global 1:1) | Club Ferrol |  |  |

| Ida; 20 de septiembre de 1972 | C. Getafe Deportivo | 1:2 | A. D. Torrejón de Ardoz |  |  |

| Vuelta; 04 de octubre de 1972 | A. D. Torrejón de Ardoz | 2:2 (Global 4:3) | C. Getafe Deportivo |  |  |

| Ida; 20 de septiembre de 1972 | A. D. Almería | 3:0 | C. Atlético Malagueño |  |  |

| Vuelta; 04 de octubre de 1972 | C. Atlético Malagueño | 2:4 (Global 2:7) | A. D. Almería |  |  |

| Ida; 20 de septiembre de 1972 | C. D. Laredo | 2:0 | S. D. Ponferradina |  |  |

| Vuelta; 04 de octubre de 1972 | S. D. Ponferradina | 2:1 (Global 2:3) | C. D. Laredo |  |  |

| Ida; 20 de septiembre de 1972 | C. D. Ensidesa | 2:1 | U. P. Langreo |  |  |

| Vuelta; 12 de octubre de 1972 | U. P. Langreo | 2:1 (t. s.)(6-4 p.)(Global 3:3) | C. D. Ensidesa |  |  |

| Ida; 20 de septiembre de 1972 | U. D. C. Chantrea | 2:3 | R. S. Gimnástica de Torrelavega |  |  |

| Vuelta; 04 de octubre de 1972 | R. S. Gimnástica de Torrelavega | 0:2 (Global 3:4) | U. D. C. Chantrea |  |  |

| Ida; 20 de septiembre de 1972 | C. F. Calella | 1:1 | C. D. Masnou |  |  |

| Vuelta; 04 de octubre de 1972 | C. D. Masnou | 1:2 (Global 2:3) | C. F. Calella |  |  |

| Ida; 20 de septiembre de 1972 | Real Jaén C. F. | 1:1 | Linares C. F. |  |  |

| Vuelta; 18 de octubre de 1972 | Linares C. F. | 1:0 (Global 2:1) | Real Jaén C. F. |  |  |

| Ida; 20 de septiembre de 1972 | Vinaroz C. F. | 2:1 | C. Atlético Madrileño |  |  |

| Vuelta; 04 de octubre de 1972 | C. Atlético Madrileño | 1:1 (Global 2:3) | Vinaroz C. F. |  |  |

| Ida; 20 de septiembre de 1972 | C. D. Badajoz | 4:1 | Castilla C. F. |  |  |

| Vuelta; 04 de octubre de 1972 | Castilla C. F. | 3:1 (Global 4:5) | C. D. Badajoz |  |  |

| Ida; 20 de septiembre de 1972 | Onteniente C. F. | 2:2 | A. D. Hellín |  |  |

| Vuelta; 27 de septiembre de 1972 | A. D. Hellín | 1:1 (Global 3:3) | Onteniente C. F. |  |  |

| Ida; 20 de septiembre de 1972 | C. D. Colonia Moscardó | 0:0 | Levante U. D. |  |  |

| Vuelta; 04 de octubre de 1972 | Levante U. D. | 2:1 (Global 2:1) | C. D. Colonia Moscardó |  |  |

| Ida; 20 de septiembre de 1972 | C. F. Calvo Sotelo de Puertollano | 1:0 | C. D. Valdepeñas |  |  |

| Vuelta; 12 de octubre de 1972 | C. D. Valdepeñas | 2:0 (Global 2:1) | C. F. Calvo Sotelo de Puertollano |  |  |

| Ida; 20 de septiembre de 1972 | Gerona C. F. | 2:0 | C. D. Tudelano |  |  |

| Vuelta; 12 de octubre de 1972 | C. D. Tudelano | 1:0 (Global 1:2) | Gerona C. F. |  |  |

| Ida; 20 de septiembre de 1972 | U. D. Lérida | 1:0 | S. D. Huesca |  |  |

| Vuelta; 12 de octubre de 1972 | S. D. Huesca | 2:1 (Global 2:2) | U. D. Lérida |  |  |

| Ida; 20 de septiembre de 1972 | C. D. O'Donnell | 1:2 | Ag. D. Ceuta |  |  |

| Vuelta; 12 de octubre de 1972 | Ag. D. Ceuta | 6:0 (Global 8:1) | C. D. O'Donnell |  |  |

| Ida; 20 de septiembre de 1972 | R. B. Linense | 1:0 | Melilla C. F. |  |  |

| Vuelta; 04 de octubre de 1972 | Melilla C. F. | 1:1 (Global 1:2) | R. B. Linense |  |  |

| Ida; 20 de septiembre de 1972 | U. D. Poblense | 1:2 | S. D. Ibiza |  |  |

| Vuelta; 04 de octubre de 1972 | S. D. Ibiza | 0:0 (Global 2:1) | U. D. Poblense |  |  |

| Ida; 20 de septiembre de 1972 | C. D. Atlético de Ciudadela | 0:0 | C. D. Atlético Baleares |  |  |

| Vuelta; 04 de octubre de 1972 | C. D. Atlético Baleares | 1:2 (Global 1:2) | C. D. Atlético de Ciudadela |  |  |

| Ida; 20 de septiembre de 1972 | Sevilla Atlético C. | 0:3 | Recreativo C. Portuense |  |  |

| Vuelta; 04 de octubre de 1972 | Recreativo C. Portuense | 3:0 (Global 6:0) | Sevilla Atlético C. |  |  |

| Ida; 20 de septiembre de 1972 | C. D. Eldense | 1:1 | C. D. Alcoyano |  |  |

| Vuelta; 04 de octubre de 1972 | C. D. Alcoyano | 2:2 (Global 3:3) | C. D. Eldense |  |  |

| Ida; 20 de septiembre de 1972 | C. D. Olímpico | 2:1 | Algemesí C. F. |  |  |

| Vuelta; 04 de octubre de 1972 | Algemesí C. F. | 1:0 (Global 2:2) | C. D. Olímpico |  |  |

| Ida; 20 de septiembre de 1972 | C. D. San Fernando | 0:2 | R. C. Recreativo de Huelva |  |  |

| Vuelta; 04 de octubre de 1972 | R. C. Recreativo de Huelva | 1:0 (Global 3:0) | C. D. San Fernando |  |  |

| Ida; 20 de septiembre de 1972 | C. D. Acero | 2:1 | C. D. Cartagena |  |  |

| Vuelta; 04 de octubre de 1972 | C. D. Cartagena | 6:0 (Global 7:2) | C. D. Acero |  |  |

| Ida; 20 de septiembre de 1972 | Zamora C. F. | 0:1 | U. D. Salamanca |  |  |

| Vuelta; 04 de octubre de 1972 | U. D. Salamanca | 3:0 (Global 4:0) | Zamora C. F. |  |  |

| Ida; 21 de septiembre de 1972 | S. D. Llodio | 0:2 | Deportivo Alavés |  |  |

| Vuelta; 04 de octubre de 1972 | Deportivo Alavés | 2:0 (Global 4:0) | S. D. Llodio |  |  |

| Ida; 21 de septiembre de 1972 | C. F. Béjar Industrial | 0:2 | Palencia C. F. |  |  |

| Vuelta; 12 de octubre de 1972 | Palencia C. F. | 1:0 (Global 3:0) | C. F. Béjar Industrial |  |  |

| Ida; 27 de septiembre de 1972 | C. D. Tortosa | 1:0 | Villarreal C. F. |  |  |

| Vuelta; 04 de octubre de 1972 | Villarreal C. F. | 3:1 (Global 3:2) | C. D. Tortosa |  |  |

| Ida; 27 de septiembre de 1972 | C. D. Europa | 4:2 | Tarrasa C. F. |  |  |

| Vuelta; 12 de octubre de 1972 | Tarrasa C. F. | 5:0 (Global 7:4) | C. D. Europa |  |  |

## Segunda ronda

### Cuadro
| Equipo 1                | Agr. | Equipo 2                    | Ida | Vuelta |
| ----------------------- | ---- | --------------------------- | --- | ------ |
| U. D. C. Chantrea       | 2-3  | Bilbao Athletic C.          | 1-1 | 1-2    |
| Gerona C. F.            | 0-1  | C. F. Calella               | 0-1 | 0-0    |
| C. D. Eldense           | 2-3  | Villarreal C. F.            | 2-0 | 0-3    |
| Linares C. F.           | 4-2  | A. D. Almería               | 3-0 | 1-2    |
| R. B. Linense           | 0-3  | Ag. D. Ceuta                | 0-0 | 0-3    |
| S. D. Ibiza             | 1-1  | C. D. Júpiter               | 0-0 | 1-1    |
| C. D. Menorca           | 1-4  | C. D. Atlético de Ciudadela | 1-0 | 0-4    |
| C. D. Badajoz           | 4-3  | Xerez C. D.                 | 3-1 | 1-2    |
| A. D. Torrejón de Ardoz | 0-4  | C. D. Cartagena             | 0-0 | 0-4    |
| Vinaroz C. F.           | 2-0  | A. D. Hellín                | 2-0 | 0-0    |
| Deportivo Alavés        | 2-1  | U. D. Salamanca             | 2-1 | 0-0    |
| Algemesí C. F.          | 1-4  | Levante U. D.               | 0-3 | 1-1    |
| Recreativo C. Portuense | 1-2  | R. C. Recreativo de Huelva  | 1-0 | 0-2    |
| Sestao S. C.            | 1-0  | C. D. Laredo                | 1-0 | 0-0    |
| C. D. Pegaso            | 3-1  | Palencia C. F.              | 0-0 | 3-1    |
| U. D. Arechavaleta      | 4-3  | S. D. Eibar                 | 2-1 | 2-2    |
| C. D. Orense            | 3-2  | S. D. Compostela            | 2-0 | 1-2    |
| Caudal Deportivo        | 1-2  | U. P. Langreo               | 1-1 | 0-1    |
| C. F. Extremadura       | 5-6  | C. D. Valdepeñas            | 3-2 | 2-4    |
| Tarrasa C. F.           | 3-2  | U. D. Lérida                | 2-1 | 1-1    |

### Partidos
| Ida; 01 de noviembre de 1972 | U. D. C. Chantrea | 1:1 | Bilbao Athletic C. |  |  |

| Vuelta; 15 de noviembre de 1972 | Bilbao Athletic C. | 2:1 (Global 3:2) | U. D. C. Chantrea |  |  |

| Ida; 01 de noviembre de 1972 | Gerona C. F. | 0:1 | C. F. Calella |  |  |

| Vuelta; 15 de noviembre de 1972 | C. F. Calella | 0:0 (Global 1:0) | Gerona C. F. |  |  |

| Ida; 01 de noviembre de 1972 | C. D. Eldense | 2:0 | Villarreal C. F. |  |  |

| Vuelta; 15 de noviembre de 1972 | Villarreal C. F. | 3:0 (Global 3:2) | C. D. Eldense |  |  |

| Ida; 01 de noviembre de 1972 | Linares C. F. | 3:0 | A. D. Almería |  |  |

| Vuelta; 15 de noviembre de 1972 | A. D. Almería | 2:1 (Global 2:4) | Linares C. F. |  |  |

| Ida; 01 de noviembre de 1972 | R. B. Linense | 0:0 | Ag. D. Ceuta |  |  |

| Vuelta; 15 de noviembre de 1972 | Ag. D. Ceuta | 3:0 (Global 3:0) | R. B. Linense |  |  |

| Ida; 01 de noviembre de 1972 | S. D. Ibiza | 0:0 | C. D. Júpiter |  |  |

| Vuelta; 14 de noviembre de 1972 | C. D. Júpiter | 1:1 (Global 1:1) | S. D. Ibiza |  |  |

| Ida; 01 de noviembre de 1972 | C. D. Menorca | 1:0 | C. D. Atlético de Ciudadela |  |  |

| Vuelta; 15 de noviembre de 1972 | C. D. Atlético de Ciudadela | 4:0 (Global 4:1) | C. D. Menorca |  |  |

| Ida; 01 de noviembre de 1972 | C. D. Badajoz | 3:1 | Xerez C. D. |  |  |

| Vuelta; 15 de noviembre de 1972 | Xerez C. D. | 2:1 (Global 3:4) | C. D. Badajoz |  |  |

| Ida; 01 de noviembre de 1972 | A. D. Torrejón de Ardoz | 0:0 | C. D. Cartagena |  |  |

| Vuelta; 15 de noviembre de 1972 | C. D. Cartagena | 4:0 (Global 4:0) | A. D. Torrejón de Ardoz |  |  |

| Ida; 01 de noviembre de 1972 | Vinaroz C. F. | 2:0 | A. D. Hellín |  |  |

| Vuelta; 15 de noviembre de 1972 | A. D. Hellín | 0:0 (Global 0:2) | Vinaroz C. F. |  |  |

| Ida; 01 de noviembre de 1972 | Deportivo Alavés | 2:1 | U. D. Salamanca |  |  |

| Vuelta; 15 de noviembre de 1972 | U. D. Salamanca | 0:0 (Global 1:2) | Deportivo Alavés |  |  |

| Ida; 01 de noviembre de 1972 | Algemesí C. F. | 0:3 | Levante U. D. |  |  |

| Vuelta; 15 de noviembre de 1972 | Levante U. D. | 1:1 (Global 4:1) | Algemesí C. F. |  |  |

| Ida; 01 de noviembre de 1972 | Recreativo C. Portuense | 1:0 | R. C. Recreativo de Huelva |  |  |

| Vuelta; 15 de noviembre de 1972 | R. C. Recreativo de Huelva | 2:0 (Global 2:1) | Recreativo C. Portuense |  |  |

| Ida; 01 de noviembre de 1972 | Sestao S. C. | 1:0 | C. D. Laredo |  |  |

| Vuelta; 15 de noviembre de 1972 | C. D. Laredo | 0:0 (Global 0:1) | Sestao S. C. |  |  |

| Ida; 01 de noviembre de 1972 | C. D. Pegaso | 0:0 | Palencia C. F. |  |  |

| Vuelta; 15 de noviembre de 1972 | Palencia C. F. | 1:3 (Global 1:3) | C. D. Pegaso |  |  |

| Ida; 01 de noviembre de 1972 | U. D. Arechavaleta | 2:1 | S. D. Eibar |  |  |

| Vuelta; 30 de noviembre de 1972 | S. D. Eibar | 2:2 (Global 3:4) | U. D. Arechavaleta |  |  |

| Ida; 01 de noviembre de 1972 | C. D. Orense | 2:0 | S. D. Compostela |  |  |

| Vuelta; 15 de noviembre de 1972 | S. D. Compostela | 2:1 (Global 2:3) | C. D. Orense |  |  |

| Ida; 01 de noviembre de 1972 | Caudal Deportivo | 1:1 | U. P. Langreo |  |  |

| Vuelta; 15 de noviembre de 1972 | U. P. Langreo | 1:0 (Global 2:1) | Caudal Deportivo |  |  |

| Ida; 01 de noviembre de 1972 | C. F. Extremadura | 3:2 | C. D. Valdepeñas |  |  |

| Vuelta; 15 de noviembre de 1972 | C. D. Valdepeñas | 4:2 (Global 6:5) | C. F. Extremadura |  |  |

| Ida; 08 de noviembre de 1972 | Tarrasa C. F. | 2:1 | U. D. Lérida |  |  |

| Vuelta; 15 de noviembre de 1972 | U. D. Lérida | 1:1 (Global 2:3) | Tarrasa C. F. |  |  |

## Tercera ronda

### Cuadro
| Equipo 1                    | Agr. | Equipo 2                   | Ida | Vuelta |
| --------------------------- | ---- | -------------------------- | --- | ------ |
| C. D. Valdepeñas            | 2-1  | C. D. Mestalla             | 1-0 | 1-1    |
| Villarreal C. F.            | 2-3  | C. D. Logroñés             | 2-0 | 0-3    |
| Vinaroz C. F.               | 2-5  | R. Racing C. de Santander  | 1-1 | 1-4    |
| Real Murcia C. F.           | 1-3  | C. D. Cartagena            | 1-0 | 0-3    |
| C. D. Atlético de Ciudadela | 2-3  | C. D. San Andrés           | 1-1 | 1-2    |
| C. D. Pegaso                | 2-4  | C. Gimnástico de Tarragona | 1-2 | 1-2    |
| Deportivo Alavés            | 1-4  | Elche C. F.                | 1-0 | 0-4    |
| Baracaldo C. F.             | 1-1  | Linares C. F.              | 0-0 | 1-1    |
| Bilbao Athletic C.          | 2-3  | Cádiz C. F.                | 1-1 | 1-2    |
| C. F. Calella               | 3-4  | Real Valladolid Deportivo  | 2-1 | 1-3    |
| Hércules C. F.              | 4-3  | Ag. D. Ceuta               | 3-0 | 1-3    |
| S. D. Ibiza                 | 2-6  | Cultural D. Leonesa        | 0-1 | 2-5    |
| Levante U. D.               | 2-4  | R. C. D. Mallorca          | 2-2 | 0-2    |
| C. Atlético Osasuna         | 1-1  | R. C. Recreativo de Huelva | 1-1 | 0-0    |
| C. D. Orense                | 4-3  | Córdoba C. F.              | 3-0 | 1-3    |
| A. D. Rayo Vallecano        | 3-1  | C. D. Badajoz              | 1-0 | 2-1    |
| C. D. Tenerife              | 5-2  | Tarrasa C. F.              | 3-0 | 2-2    |
| Pontevedra C. F.            | 2-0  | U. D. Arechavaleta         | 2-0 | 0-0    |
| Sestao S. C.                | 3-4  | Sevilla C. F.              | 3-2 | 0-2    |
| C. D. Sabadell C. F.        | 2-1  | U. P. Langreo              | 1-0 | 1-1    |

### Partidos
| Ida; 06 de diciembre de 1972 | C. D. Valdepeñas | 1:0 | C. D. Mestalla |  |  |

| Vuelta; 20 de diciembre de 1972 | C. D. Mestalla | 1:1 (Global 1:2) | C. D. Valdepeñas |  |  |

| Ida; 06 de diciembre de 1972 | Villarreal C. F. | 2:0 | C. D. Logroñés |  |  |

| Vuelta; 20 de diciembre de 1972 | C. D. Logroñés | 3:0 (Global 3:2) | Villarreal C. F. |  |  |

| Ida; 06 de diciembre de 1972 | Vinaroz C. F. | 1:1 | R. Racing C. de Santander |  |  |

| Vuelta; 20 de diciembre de 1972 | R. Racing C. de Santander | 4:1 (Global 5:2) | Vinaroz C. F. |  |  |

| Ida; 06 de diciembre de 1972 | Real Murcia C. F. | 1:0 | C. D. Cartagena |  |  |

| Vuelta; 20 de diciembre de 1972 | C. D. Cartagena | 3:0 (Global 3:1) | Real Murcia C. F. |  |  |

| Ida; 06 de diciembre de 1972 | C. D. Atlético de Ciudadela | 1:1 | C. D. San Andrés |  |  |

| Vuelta; 20 de diciembre de 1972 | C. D. San Andrés | 2:1 (Global 3:2) | C. D. Atlético de Ciudadela |  |  |

| Ida; 06 de diciembre de 1972 | C. D. Pegaso | 1:2 | C. Gimnástico de Tarragona |  |  |

| Vuelta; 20 de diciembre de 1972 | C. Gimnástico de Tarragona | 2:1 (Global 4:2) | C. D. Pegaso |  |  |

| Ida; 06 de diciembre de 1972 | Deportivo Alavés | 1:0 | Elche C. F. |  |  |

| Vuelta; 20 de diciembre de 1972 | Elche C. F. | 4:0 (Global 4:1) | Deportivo Alavés |  |  |

| Ida; 06 de diciembre de 1972 | Baracaldo C. F. | 0:0 | Linares C. F. |  |  |

| Vuelta; 20 de diciembre de 1972 | Linares C. F. | 1:1 (Global 1:1) | Baracaldo C. F. |  |  |

| Ida; 06 de diciembre de 1972 | Bilbao Athletic C. | 1:1 | Cádiz C. F. |  |  |

| Vuelta; 20 de diciembre de 1972 | Cádiz C. F. | 2:1 (Global 3:2) | Bilbao Athletic C. |  |  |

| Ida; 06 de diciembre de 1972 | C. F. Calella | 2:1 | Real Valladolid Deportivo |  |  |

| Vuelta; 20 de diciembre de 1972 | Real Valladolid Deportivo | 3:1 (Global 4:3) | C. F. Calella |  |  |

| Ida; 06 de diciembre de 1972 | Hércules C. F. | 3:0 | Ag. D. Ceuta |  |  |

| Vuelta; 20 de diciembre de 1972 | Ag. D. Ceuta | 3:1 (Global 3:4) | Hércules C. F. |  |  |

| Ida; 06 de diciembre de 1972 | S. D. Ibiza | 0:1 | Cultural D. Leonesa |  |  |

| Vuelta; 20 de diciembre de 1972 | Cultural D. Leonesa | 5:2 (Global 6:2) | S. D. Ibiza |  |  |

| Ida; 06 de diciembre de 1972 | Levante U. D. | 2:2 | R. C. D. Mallorca |  |  |

| Vuelta; 20 de diciembre de 1972 | R. C. D. Mallorca | 2:0 (Global 4:2) | Levante U. D. |  |  |

| Ida; 06 de diciembre de 1972 | C. Atlético Osasuna | 1:1 | R. C. Recreativo de Huelva |  |  |

| Vuelta; 20 de diciembre de 1972 | R. C. Recreativo de Huelva | 0:0 (Global 1:1) | C. Atlético Osasuna |  |  |

| Ida; 06 de diciembre de 1972 | C. D. Orense | 3:0 | Córdoba C. F. |  |  |

| Vuelta; 20 de diciembre de 1972 | Córdoba C. F. | 3:1 (Global 3:4) | C. D. Orense |  |  |

| Ida; 06 de diciembre de 1972 | A. D. Rayo Vallecano | 1:0 | C. D. Badajoz |  |  |

| Vuelta; 20 de diciembre de 1972 | C. D. Badajoz | 1:2 (Global 1:3) | A. D. Rayo Vallecano |  |  |

| Ida; 06 de diciembre de 1972 | C. D. Tenerife | 3:0 | Tarrasa C. F. |  |  |

| Vuelta; 20 de diciembre de 1972 | Tarrasa C. F. | 2:2 (Global 2:5) | C. D. Tenerife |  |  |

| Ida; 07 de diciembre de 1972 | Pontevedra C. F. | 2:0 | U. D. Arechavaleta |  |  |

| Vuelta; 20 de diciembre de 1972 | U. D. Arechavaleta | 0:0 (Global 0:2) | Pontevedra C. F. |  |  |

| Ida; 07 de diciembre de 1972 | Sestao S. C. | 3:2 | Sevilla C. F. |  |  |

| Vuelta; 20 de diciembre de 1972 | Sevilla C. F. | 2:0 (Global 4:3) | Sestao S. C. |  |  |

| Ida; 13 de diciembre de 1972 | C. D. Sabadell C. F. | 1:0 | U. P. Langreo |  |  |

| Vuelta; 20 de diciembre de 1972 | U. P. Langreo | 1:1 (Global 1:2) | C. D. Sabadell C. F. |  |  |

## Cuarta ronda

### Cuadro
| Equipo 1                   | Agr. | Equipo 2                   | Ida | Vuelta |
| -------------------------- | ---- | -------------------------- | --- | ------ |
| Real Valladolid Deportivo  | 4-1  | Elche C. F.                | 3-0 | 1-1    |
| Cádiz C. F.                | 2-3  | C. D. Logroñés             | 2-2 | 0-1    |
| C. D. Cartagena            | 0-2  | C. D. Sabadell C. F.       | 0-2 | 0-0    |
| C. Gimnástico de Tarragona | 2-6  | Baracaldo C. F.            | 2-0 | 0-6    |
| Cultural D. Leonesa        | 2-3  | Hércules C. F.             | 2-0 | 0-3    |
| R. C. D. Mallorca          | 1-2  | C. D. San Andrés           | 1-1 | 0-1    |
| Pontevedra C. F.           | 2-3  | R. C. Recreativo de Huelva | 2-2 | 0-1    |
| C. D. Valdepeñas           | 1-2  | A. D. Rayo Vallecano       | 0-0 | 1-2    |
| C. D. Tenerife             | 5-6  | C. D. Orense               | 3-1 | 2-5    |
| R. Racing C. de Santander  | 2-3  | Sevilla C. F.              | 1-0 | 1-3    |

### Partidos
| Ida; 10 de enero de 1973 | Real Valladolid Deportivo | 3:0 | Elche C. F. |  |  |

| Vuelta; 24 de enero de 1973 | Elche C. F. | 1:1 (Global 1:4) | Real Valladolid Deportivo |  |  |

| Ida; 10 de enero de 1973 | Cádiz C. F. | 2:2 | C. D. Logroñés |  |  |

| Vuelta; 24 de enero de 1973 | C. D. Logroñés | 1:0 (Global 3:2) | Cádiz C. F. |  |  |

| Ida; 10 de enero de 1973 | C. D. Cartagena | 0:2 | C. D. Sabadell C. F. |  |  |

| Vuelta; 24 de enero de 1973 | C. D. Sabadell C. F. | 0:0 (Global 2:0) | C. D. Cartagena |  |  |

| Ida; 10 de enero de 1973 | C. Gimnástico de Tarragona | 2:0 | Baracaldo C. F. |  |  |

| Vuelta; 24 de enero de 1973 | Baracaldo C. F. | 6:0 (Global 6:2) | C. Gimnástico de Tarragona |  |  |

| Ida; 10 de enero de 1973 | Cultural D. Leonesa | 2:0 | Hércules C. F. |  |  |

| Vuelta; 24 de enero de 1973 | Hércules C. F. | 3:0 (Global 3:2) | Cultural D. Leonesa |  |  |

| Ida; 10 de enero de 1973 | R. C. D. Mallorca | 1:1 | C. D. San Andrés |  |  |

| Vuelta; 24 de enero de 1973 | C. D. San Andrés | 1:0 (Global 2:1) | R. C. D. Mallorca |  |  |

| Ida; 10 de enero de 1973 | Pontevedra C. F. | 2:2 | R. C. Recreativo de Huelva |  |  |

| Vuelta; 25 de enero de 1973 | R. C. Recreativo de Huelva | 1:0 (Global 3:2) | Pontevedra C. F. |  |  |

| Ida; 10 de enero de 1973 | C. D. Valdepeñas | 0:0 | A. D. Rayo Vallecano |  |  |

| Vuelta; 24 de enero de 1973 | A. D. Rayo Vallecano | 2:1 (Global 2:1) | C. D. Valdepeñas |  |  |

| Ida; 10 de enero de 1973 | C. D. Tenerife | 3:1 | C. D. Orense |  |  |

| Vuelta; 24 de enero de 1973 | C. D. Orense | 5:2 (Global 6:5) | C. D. Tenerife |  |  |

| Ida; 17 de enero de 1973 | R. Racing C. de Santander | 1:0 | Sevilla C. F. |  |  |

| Vuelta; 24 de enero de 1973 | Sevilla C. F. | 3:1 (Global 3:2) | R. Racing C. de Santander |  |  |

## Quinta ronda

### Cuadro
| Equipo 1                   | Agr.       | Equipo 2                  | Ida | Vuelta |
| -------------------------- | ---------- | ------------------------- | --- | ------ |
| U. D. Las Palmas           | 0-3        | C. D. Málaga              | 0-2 | 0-1    |
| R. C. D. Coruña            | 5-1        | Hércules C. F.            | 3-1 | 2-0    |
| C. D. Castellón            | 5-1        | Real Valladolid Deportivo | 5-0 | 0-1    |
| Baracaldo C. F.            | 2-4        | Real Oviedo C. F.         | 2-1 | 0-3    |
| R. Sporting de Gijón       | 7-2        | C. D. Sabadell C. F.      | 5-1 | 2-1    |
| Sevilla C. F.              | 3-2        | Real Zaragoza C. D.       | 1-0 | 2-2    |
| A. D. Rayo Vallecano       | 1-4        | Valencia C. F.            | 0-1 | 1-3    |
| Granada C. F.              | 3-2        | C. D. Logroñés            | 1-1 | 2-1    |
| C. D. San Andrés           | 1-1 (pen.) | Real Betis Balompié       | 1-0 | 0-1    |
| R. C. Recreativo de Huelva | 0-2        | C. F. Barcelona           | 0-0 | 0-2    |
| Real Sociedad de F.        | 4-7        | C. D. Orense              | 1-3 | 3-4    |
| C. Atlético de Madrid      | 1-2        | R. C. D. Español          | 1-0 | 0-2    |

### Partidos
| Ida; 07 de febrero de 1973 | U. D. Las Palmas | 0:2 | C. D. Málaga |  |  |

| Vuelta; 28 de febrero de 1973 | C. D. Málaga | 1:0 (Global 3:0) | U. D. Las Palmas |  |  |

| Ida; 07 de febrero de 1973 | R. C. D. Coruña | 3:1 | Hércules C. F. |  |  |

| Vuelta; 28 de febrero de 1973 | Hércules C. F. | 0:2 (Global 1:5) | R. C. D. Coruña |  |  |

| Ida; 07 de febrero de 1973 | C. D. Castellón | 5:0 | Real Valladolid Deportivo |  |  |

| Vuelta; 28 de febrero de 1973 | Real Valladolid Deportivo | 1:0 (Global 1:5) | C. D. Castellón |  |  |

| Ida; 07 de febrero de 1973 | Baracaldo C. F. | 2:1 | Real Oviedo C. F. |  |  |

| Vuelta; 28 de febrero de 1973 | Real Oviedo C. F. | 3:0 (Global 4:2) | Baracaldo C. F. |  |  |

| Ida; 07 de febrero de 1973 | R. Sporting de Gijón | 5:1 | C. D. Sabadell C. F. |  |  |

| Vuelta; 28 de febrero de 1973 | C. D. Sabadell C. F. | 1:2 (Global 2:7) | R. Sporting de Gijón |  |  |

| Ida; 07 de febrero de 1973 | Sevilla C. F. | 1:0 | Real Zaragoza C. D. |  |  |

| Vuelta; 28 de febrero de 1973 | Real Zaragoza C. D. | 2:2 (Global 2:3) | Sevilla C. F. |  |  |

| Ida; 07 de febrero de 1973 | A. D. Rayo Vallecano | 0:1 | Valencia C. F. |  |  |

| Vuelta; 28 de febrero de 1973 | Valencia C. F. | 3:1 (Global 4:1) | A. D. Rayo Vallecano |  |  |

| Ida; 07 de febrero de 1973 | Granada C. F. | 1:1 | C. D. Logroñés |  |  |

| Vuelta; 28 de febrero de 1973 | C. D. Logroñés | 1:2 (Global 2:3) | Granada C. F. |  |  |

| Ida; 08 de febrero de 1973 | C. D. San Andrés | 1:0 | Real Betis Balompié |  |  |

| Vuelta; 28 de febrero de 1973 | Real Betis Balompié | 1:0 (t. s.)(3-2 p.)(Global 1:1) | C. D. San Andrés |  |  |

| Ida; 28 de marzo de 1973 | R. C. Recreativo de Huelva | 0:0 | C. F. Barcelona |  |  |

| Vuelta; 18 de abril de 1973 | C. F. Barcelona | 2:0 (Global 2:0) | R. C. Recreativo de Huelva |  |  |

| Ida; 09 de mayo de 1973 | Real Sociedad de F. | 1:3 | C. D. Orense |  |  |

| Vuelta; 09 de mayo de 1973 | C. D. Orense | 4:3 (Global 7:4) | Real Sociedad de F. |  |  |

| Ida; 23 de mayo de 1973 | C. Atlético de Madrid | 1:0 | R. C. D. Español |  |  |

| Vuelta; 23 de mayo de 1973 | R. C. D. Español | 2:0 (Global 2:1) | C. Atlético de Madrid |  |  |

## Fase final
|  | Octavos de final                                              | Octavos de final                                              | Octavos de final                                              | Octavos de final                                              |   |                     | Cuartos de final                                           | Cuartos de final                                           | Cuartos de final                                           | Cuartos de final                                           |  |               | Semifinales                                                 | Semifinales                                                 | Semifinales                                                 | Semifinales                                                 |  |               | Final                                                | Final                                                |  |
|  | 26 y 27 de mayo de 1973 (ida) 2 y 3 de junio de 1973 (vuelta) | 26 y 27 de mayo de 1973 (ida) 2 y 3 de junio de 1973 (vuelta) | 26 y 27 de mayo de 1973 (ida) 2 y 3 de junio de 1973 (vuelta) | 26 y 27 de mayo de 1973 (ida) 2 y 3 de junio de 1973 (vuelta) |   |                     | 9 y 10 de junio de 1973 (ida) 13 de junio de 1973 (vuelta) | 9 y 10 de junio de 1973 (ida) 13 de junio de 1973 (vuelta) | 9 y 10 de junio de 1973 (ida) 13 de junio de 1973 (vuelta) | 9 y 10 de junio de 1973 (ida) 13 de junio de 1973 (vuelta) |  |               | 16 y 17 de junio de 1973 (ida) 23 de junio de 1973 (vuelta) | 16 y 17 de junio de 1973 (ida) 23 de junio de 1973 (vuelta) | 16 y 17 de junio de 1973 (ida) 23 de junio de 1973 (vuelta) | 16 y 17 de junio de 1973 (ida) 23 de junio de 1973 (vuelta) |  |               | 29 de junio de 1973 Estadio Vicente Calderón, Madrid | 29 de junio de 1973 Estadio Vicente Calderón, Madrid |  |
|  |                                                               |                                                               |                                                               |                                                               |   |                     |                                                            |                                                            |                                                            |                                                            |  |               |                                                             |                                                             |                                                             |                                                             |  |               |                                                      |                                                      |  |
|  |                                                               |                                                               |                                                               |                                                               |   |                     |                                                            |                                                            |                                                            |                                                            |  |               |                                                             |                                                             |                                                             |                                                             |  |               |                                                      |                                                      |  |
|  | Sevilla                                                       | 3                                                             | 0                                                             | 3                                                             |   |                     |                                                            |                                                            |                                                            |                                                            |  |               |                                                             |                                                             |                                                             |                                                             |  |               |                                                      |                                                      |  |
|  | Sevilla                                                       | 3                                                             | 0                                                             | 3                                                             |   |                     |                                                            |                                                            |                                                            |                                                            |  |               |                                                             |                                                             |                                                             |                                                             |  |               |                                                      |                                                      |  |
|  | Barcelona                                                     | 1                                                             | 1                                                             | 2                                                             |   |                     |                                                            |                                                            |                                                            |                                                            |  |               |                                                             |                                                             |                                                             |                                                             |  |               |                                                      |                                                      |  |
|  | Barcelona                                                     | 1                                                             | 1                                                             | 2                                                             |   | Sevilla             | 0                                                          | 2                                                          | 2                                                          |                                                            |  |               |                                                             |                                                             |                                                             |                                                             |  |               |                                                      |                                                      |  |
|  |                                                               |                                                               |                                                               |                                                               |   | Sevilla             | 0                                                          | 2                                                          | 2                                                          |                                                            |  |               |                                                             |                                                             |                                                             |                                                             |  |               |                                                      |                                                      |  |
|  |                                                               |                                                               | Athletic Club                                                 | 0                                                             | 5 | 5                   |                                                            |                                                            |                                                            |                                                            |  |               |                                                             |                                                             |                                                             |                                                             |  |               |                                                      |                                                      |  |
|  | Athletic Club                                                 | 2                                                             | Athletic Club                                                 | 0                                                             | 5 | 5                   | 0                                                          | 2                                                          |                                                            |                                                            |  |               |                                                             |                                                             |                                                             |                                                             |  |               |                                                      |                                                      |  |
|  | Athletic Club                                                 | 2                                                             |                                                               |                                                               |   |                     |                                                            |                                                            |                                                            |                                                            |  |               |                                                             |                                                             |                                                             |                                                             |  |               |                                                      |                                                      |  |
|  | Real Oviedo                                                   | 0                                                             | 1                                                             | 1                                                             |   |                     |                                                            |                                                            |                                                            |                                                            |  |               |                                                             |                                                             |                                                             |                                                             |  |               |                                                      |                                                      |  |
|  | Real Oviedo                                                   | 0                                                             | 1                                                             | 1                                                             |   |                     |                                                            |                                                            |                                                            |                                                            |  | Athletic Club | 2                                                           | 1                                                           | 3                                                           |                                                             |  |               |                                                      |                                                      |  |
|  |                                                               |                                                               |                                                               |                                                               |   |                     |                                                            |                                                            |                                                            |                                                            |  | Athletic Club | 2                                                           | 1                                                           | 3                                                           |                                                             |  |               |                                                      |                                                      |  |
|  |                                                               |                                                               | Málaga                                                        | 1                                                             | 0 | 1                   |                                                            |                                                            |                                                            |                                                            |  |               |                                                             |                                                             |                                                             |                                                             |  |               |                                                      |                                                      |  |
|  | Espanyol                                                      | 1                                                             | Málaga                                                        | 1                                                             | 0 | 1                   | 1                                                          | 2                                                          |                                                            |                                                            |  |               |                                                             |                                                             |                                                             |                                                             |  |               |                                                      |                                                      |  |
|  | Espanyol                                                      | 1                                                             |                                                               |                                                               |   |                     |                                                            |                                                            |                                                            |                                                            |  |               |                                                             |                                                             |                                                             |                                                             |  |               |                                                      |                                                      |  |
|  | Deportivo La Coruña (v.)                                      | 2                                                             | 0                                                             | 2                                                             |   |                     |                                                            |                                                            |                                                            |                                                            |  |               |                                                             |                                                             |                                                             |                                                             |  |               |                                                      |                                                      |  |
|  | Deportivo La Coruña (v.)                                      | 2                                                             | 0                                                             | 2                                                             |   | Deportivo La Coruña | 0                                                          | 0                                                          | 0                                                          |                                                            |  |               |                                                             |                                                             |                                                             |                                                             |  |               |                                                      |                                                      |  |
|  |                                                               |                                                               |                                                               |                                                               |   | Deportivo La Coruña | 0                                                          | 0                                                          | 0                                                          |                                                            |  |               |                                                             |                                                             |                                                             |                                                             |  |               |                                                      |                                                      |  |
|  |                                                               |                                                               | Málaga                                                        | 2                                                             | 2 | 4                   |                                                            |                                                            |                                                            |                                                            |  |               |                                                             |                                                             |                                                             |                                                             |  |               |                                                      |                                                      |  |
|  | Málaga                                                        | 2                                                             | Málaga                                                        | 2                                                             | 2 | 4                   | 0                                                          | 2                                                          |                                                            |                                                            |  |               |                                                             |                                                             |                                                             |                                                             |  |               |                                                      |                                                      |  |
|  | Málaga                                                        | 2                                                             |                                                               |                                                               |   |                     |                                                            |                                                            |                                                            |                                                            |  |               |                                                             |                                                             |                                                             |                                                             |  |               |                                                      |                                                      |  |
|  | Celta de Vigo                                                 | 0                                                             | 0                                                             | 0                                                             |   |                     |                                                            |                                                            |                                                            |                                                            |  |               |                                                             |                                                             |                                                             |                                                             |  |               |                                                      |                                                      |  |
|  | Celta de Vigo                                                 | 0                                                             | 0                                                             | 0                                                             |   |                     |                                                            |                                                            |                                                            |                                                            |  |               |                                                             |                                                             |                                                             |                                                             |  | Athletic Club | 2                                                    |                                                      |  |
|  |                                                               |                                                               |                                                               |                                                               |   |                     |                                                            |                                                            |                                                            |                                                            |  |               |                                                             |                                                             |                                                             |                                                             |  | Athletic Club | 2                                                    |                                                      |  |
|  |                                                               |                                                               | Castellón                                                     | 0                                                             |   |                     |                                                            |                                                            |                                                            |                                                            |  |               |                                                             |                                                             |                                                             |                                                             |  |               |                                                      |                                                      |  |
|  | Castellón                                                     | 0                                                             | Castellón                                                     | 0                                                             | 1 | 1                   |                                                            |                                                            |                                                            |                                                            |  |               |                                                             |                                                             |                                                             |                                                             |  |               |                                                      |                                                      |  |
|  | Castellón                                                     | 0                                                             |                                                               |                                                               |   |                     |                                                            |                                                            |                                                            |                                                            |  |               |                                                             |                                                             |                                                             |                                                             |  |               |                                                      |                                                      |  |
|  | Valencia                                                      | 0                                                             | 0                                                             | 0                                                             |   |                     |                                                            |                                                            |                                                            |                                                            |  |               |                                                             |                                                             |                                                             |                                                             |  |               |                                                      |                                                      |  |
|  | Valencia                                                      | 0                                                             | 0                                                             | 0                                                             |   | Castellón           | 4                                                          | 0                                                          | 4                                                          |                                                            |  |               |                                                             |                                                             |                                                             |                                                             |  |               |                                                      |                                                      |  |
|  |                                                               |                                                               |                                                               |                                                               |   | Castellón           | 4                                                          | 0                                                          | 4                                                          |                                                            |  |               |                                                             |                                                             |                                                             |                                                             |  |               |                                                      |                                                      |  |
|  |                                                               |                                                               | Real Betis                                                    | 0                                                             | 2 | 2                   |                                                            |                                                            |                                                            |                                                            |  |               |                                                             |                                                             |                                                             |                                                             |  |               |                                                      |                                                      |  |
|  | Real Betis                                                    | 2                                                             | Real Betis                                                    | 0                                                             | 2 | 2                   | 2                                                          | 4                                                          |                                                            |                                                            |  |               |                                                             |                                                             |                                                             |                                                             |  |               |                                                      |                                                      |  |
|  | Real Betis                                                    | 2                                                             |                                                               |                                                               |   |                     |                                                            |                                                            |                                                            |                                                            |  |               |                                                             |                                                             |                                                             |                                                             |  |               |                                                      |                                                      |  |
|  | Burgos                                                        | 1                                                             | 2                                                             | 3                                                             |   |                     |                                                            |                                                            |                                                            |                                                            |  |               |                                                             |                                                             |                                                             |                                                             |  |               |                                                      |                                                      |  |
|  | Burgos                                                        | 1                                                             | 2                                                             | 3                                                             |   |                     |                                                            |                                                            |                                                            |                                                            |  | Castellón     | 2                                                           | 1                                                           | 3                                                           |                                                             |  |               |                                                      |                                                      |  |
|  |                                                               |                                                               |                                                               |                                                               |   |                     |                                                            |                                                            |                                                            |                                                            |  | Castellón     | 2                                                           | 1                                                           | 3                                                           |                                                             |  |               |                                                      |                                                      |  |
|  |                                                               |                                                               | Sporting de Gijón                                             | 0                                                             | 0 | 0                   |                                                            |                                                            |                                                            |                                                            |  |               |                                                             |                                                             |                                                             |                                                             |  |               |                                                      |                                                      |  |
|  | Ourense                                                       | 1                                                             | Sporting de Gijón                                             | 0                                                             | 0 | 0                   | 1                                                          | 2                                                          |                                                            |                                                            |  |               |                                                             |                                                             |                                                             |                                                             |  |               |                                                      |                                                      |  |
|  | Ourense                                                       | 1                                                             |                                                               |                                                               |   |                     |                                                            |                                                            |                                                            |                                                            |  |               |                                                             |                                                             |                                                             |                                                             |  |               |                                                      |                                                      |  |
|  | Granada                                                       | 1                                                             | 3                                                             | 4                                                             |   |                     |                                                            |                                                            |                                                            |                                                            |  |               |                                                             |                                                             |                                                             |                                                             |  |               |                                                      |                                                      |  |
|  | Granada                                                       | 1                                                             | 3                                                             | 4                                                             |   | Granada             | 1                                                          | 0                                                          | 1                                                          |                                                            |  |               |                                                             |                                                             |                                                             |                                                             |  |               |                                                      |                                                      |  |
|  |                                                               |                                                               |                                                               |                                                               |   | Granada             | 1                                                          | 0                                                          | 1                                                          |                                                            |  |               |                                                             |                                                             |                                                             |                                                             |  |               |                                                      |                                                      |  |
|  |                                                               |                                                               | Sporting de Gijón                                             | 1                                                             | 3 | 4                   |                                                            |                                                            |                                                            |                                                            |  |               |                                                             |                                                             |                                                             |                                                             |  |               |                                                      |                                                      |  |
|  | Sporting de Gijón                                             | 1                                                             | Sporting de Gijón                                             | 1                                                             | 3 | 4                   | 1                                                          | 2                                                          |                                                            |                                                            |  |               |                                                             |                                                             |                                                             |                                                             |  |               |                                                      |                                                      |  |
|  | Sporting de Gijón                                             | 1                                                             |                                                               |                                                               |   |                     |                                                            |                                                            |                                                            |                                                            |  |               |                                                             |                                                             |                                                             |                                                             |  |               |                                                      |                                                      |  |
|  | Real Madrid                                                   | 0                                                             | 1                                                             | 1                                                             |   |                     |                                                            |                                                            |                                                            |                                                            |  |               |                                                             |                                                             |                                                             |                                                             |  |               |                                                      |                                                      |  |
|  | Real Madrid                                                   | 0                                                             | 1                                                             | 1                                                             |   |                     |                                                            |                                                            |                                                            |                                                            |  |               |                                                             |                                                             |                                                             |                                                             |  |               |                                                      |                                                      |  |
|  |                                                               |                                                               |                                                               |                                                               |   |                     |                                                            |                                                            |                                                            |                                                            |  |               |                                                             |                                                             |                                                             |                                                             |  |               |                                                      |                                                      |  |

### Octavos de final
La ronda de los octavos de final tuvo lugar los días 27 de mayo, los partidos de ida; y 3 de junio de 1973, los de vuelta.
| Local ida              | Resultado global | Local vuelta                 | Ida   | Vuelta |
| ---------------------- | ---------------- | ---------------------------- | ----- | ------ |
| Athletic Club          | 2 - 1            | Real Oviedo                  | 2 - 0 | 0 - 1  |
| Real Betis Balompié    | 4 - 3            | Burgos C. F.                 | 2 - 1 | 2 - 2  |
| C. D. Castellón        | 1 - 0            | Valencia C. F.               | 0 - 0 | 1 - 0  |
| R. C. D. Español       | 2 - 2            | R. C. Deportivo de La Coruña | 1 - 2 | 1 - 0  |
| C. D. Málaga           | 2 - 0            | R. C. Celta de Vigo          | 2 - 0 | 0 - 0  |
| C. D. Orense           | 2 - 4            | Granada C. F.                | 1 - 1 | 1 - 3  |
| Sevilla C. F.          | 3 - 2            | C. F. Barcelona              | 3 - 1 | 0 - 1  |
| Real Sporting de Gijón | 2 - 1            | Real Madrid C. F.            | 1 - 0 | 1 - 1  |

### Cuartos de final
La ronda de cuartos de final tuvo lugar entre los días 10 de junio, los partidos de ida; y 13 de junio de 1973, los de vuelta.
| Local ida                    | Resultado global | Local vuelta           | Ida   | Vuelta |
| ---------------------------- | ---------------- | ---------------------- | ----- | ------ |
| C. D. Castellón              | 4 - 2            | Real Betis Balompié    | 4 - 0 | 0 - 2  |
| R. C. Deportivo de La Coruña | 0 - 4            | C. D. Málaga           | 0 - 2 | 0 - 2  |
| Granada C. F.                | 1 - 4            | Real Sporting de Gijón | 1 - 1 | 0 - 3  |
| Sevilla C. F.                | 2 - 5            | Athletic Club          | 0 - 0 | 2 - 5  |

### Semifinales
La ronda de semifinales tuvo lugar entre el 17 de junio, los partidos de ida; y el 23 de junio de 1973, los de vuelta.
| Local ida       | Resultado global | Local vuelta           | Ida   | Vuelta |
| --------------- | ---------------- | ---------------------- | ----- | ------ |
| Athletic Club   | 3 - 1            | C. D. Málaga           | 2 - 1 | 1 - 0  |
| C. D. Castellón | 3 - 0            | Real Sporting de Gijón | 2 - 0 | 1 - 0  |

### Final
La final de la Copa del Generalísimo 1972-73 tuvo lugar el 29 de junio de 1973 en el estadio Vicente Calderón de Madrid.
| Viernes 29 de junio de 1973, 20:30 | Athletic Club               | 2 - 0 | C. D. Castellón | Estadio Vicente Calderón, Madrid                                    |                                                                     |
|                                    | Arieta II 27' · Zubiaga 54' |       |                 | Asistencia: 64 200 espectadores Árbitro(s): Mariano Medina Iglesias | Asistencia: 64 200 espectadores Árbitro(s): Mariano Medina Iglesias |

|                       |
| Campeón Athletic Club |
| 22.° título           |